# The Girl Is Mine
〈The Girl Is Mine〉은 미국의 가수 마이클 잭슨과 영국의 음악가 폴 매카트니가 녹음한 곡이다. 이 곡은 잭슨이 작사, 작곡하고 잭슨과 퀸시 존스가 프로듀싱했다. 그것은 잭슨의 여섯 번째 솔로 음반 《Thriller》 (1982년)의 첫 번째 싱글로 발매되었다. 이 곡은 1982년 4월 14일부터 16일까지 로스앤젤레스의 웨스트레이크 스튜디오에서 녹음되었다. 1년 전, 잭슨과 매카트니는 〈Say Say Say〉와 〈The Man〉을 그의 다섯 번째 솔로 음반 《Pipes of Peace》 (1983년)에 녹음했다. 비록 〈The Girl Is Mine〉이 싱글로 발매되었지만, 잭슨은 이 노래를 라이브로 공연한 적이 없다. 그러나 1993년 멕시코에서 열린 공연에서는 이 노래의 일부를 불렀다.
〈The Girl Is Mine〉는 음악 차트에서 성공을 거두었다. R&B 싱글 차트에서 1위를 차지한 것 외에도, 이 싱글은 빌보드 핫 100에서 2위를 차지했고 영국에서는 8위를 차지했다. 1985년까지 130만 장이 팔렸고, 마침내 미국 음반 산업 협회에 의해 1,000,000장의 출하량으로 골드 인증을 받았다. 이 곡의 성공에도 불구하고, 이 곡은 《Thriller》에서 가장 약한 곡이라고 평가한 비평가들로부터 대체적으로 엇갈린 평가를 받았다.
〈The Girl Is Mine〉은 1984년과 1993년 두 건의 표절 소송의 대상이 되었다. 두 사건 모두 잭슨이 법정에서 증언할 것을 요구했고, 각각의 소송은 가수와 그의 음반사에 유리하게 결정되었다.
2008년, 《Thriller》 25주년 기념으로 블랙 아이드 피스의 가수 윌 아이 앰이 〈The Girl Is Mine〉을 리믹스했다. 이 리믹스는 음악 평론가들로부터 대체로 부정적인 평가를 받았다.

## 녹음
〈The Girl Is Mine〉의 작곡은 잭슨이 폴 매카트니와 함께 만화를 보면서 완성되었다. 프로듀서 퀸시 존스는 처음에 잭슨에게 한 소녀를 두고 싸우는 두 남자에 대한 노래를 쓰라고 말했었다. 영감을 받은 잭슨은 밤중에 잠에서 깨어 테이프 레코더로 노래를 불렀다. 그는 나중에 "나는 멜로디와 키보드, 현악기 등 내가 머릿속에서 들은 것을 정확히 불렀습니다. 그래서 그냥 구두로 테이프에 담았습니다." 존스는 또한 잭슨에게 랩 구절을 추가해 달라고 요청했다. 1982년 4월 14일부터 16일까지 잭슨과 매카트니가 로스앤젤레스 웨스트레이크 스튜디오에서 녹음했다. 1년 후, 매카트니의 다섯 번째 솔로 음반인 《Pipes of Peace》 (1983년)에서 〈Say Say Say〉와 〈The Man〉을 녹음했다.
잭슨은 〈The Girl Is Mine〉의 녹음이 스튜디오에서 가장 즐거웠던 순간 중 하나였다고 말했다. 그는 "솔로 가수로서 내가 녹음한 곡들 중 가장 좋아하는 곡들 중 하나는 아마도 〈The Girl Is Mine〉일 것이다. 왜냐하면 폴 매카트니와 함께 작업하는 것은 꽤 흥미롭고 말 그대로 재미있었기 때문이다. 키비츠하고 놀고 서로에게 물건을 던지고 농담을 하는 것 같았어요. 우리는 실제로 (인스트루멘탈) 트랙과 보컬을 거의 동시에 녹음했고, 그 장면을 가지고 있지만, 한 번도 상영된 적이 없습니다." 그는 "언젠가 우리가 살짝 보여 줄 수 있을 거야"라고 결론지었다.  이 영상은 나중에 The Paul McCartney World Tour에서 상영되었다.
이 곡의 녹음에는 데이비드 페이치 (피아노), 제프 포카로 (드럼), 스티브 루카서 (기타), 스티브 포카로 (신사이저 프로그래밍) 등 밴드 토토의 여러 멤버가 참여했다.

## 표절 소송
〈The Girl Is Mine〉는 두 번의 표절 소송의 대상이 되었다. 두 사건 모두 잭슨이 법정에서 증언할 것을 요구했고, 각각의 소송은 가수와 그의 음반사에 유리하게 결정되었다. 첫 번째 재판은 1984년 프레드 샌포드가 잭슨이 자신의 노래인 〈Please Love Me Now〉의 테이프를 녹음했다고 주장하면서 일어났다. 그러나 잭슨은 자신이 〈The Girl Is Mine〉을 작곡했다고 주장했다. 500만 달러의 저작권 소송은 남자 5명과 여자 1명의 배심원이 잭슨의 손을 들어준 후 종결됐다. 3일간의 숙고 끝에 그들의 평결이 내려졌다. 잭슨은 재판에서 피고인은 아니었지만 그의 신빙성을 유지하기 위해 증언했다. 잭슨의 변호사인 제임스 클렝크는 배심원단의 평결에 따라 잭슨을 칭찬했다. "그 남자는 천재입니다. 그는 다른 사람의 노래가 필요 없어요. 그 자신의 말이 관건이었어요."라고 말했다. 법정 절차에서 잭슨은 자신이 작곡하는 방법을 밝혔다. "저는 그것들을 테이프 레코더에 넣고, 테이프에 구술로 노래하면 그렇게 됩니다." 한 배심원은 "그의 발표는 그가 자신만의 노래를 잘 개발할 수 있다는 것을 보여주었습니다"라고 말했다.
이 곡의 두 번째 표절 재판은 1993년에 있었다. 레이노 존스와 로버트 스미스는 로드 템퍼턴의 〈Thriller〉, 〈We Are the World〉와 함께 The Girl Is Mine이 그들의 음악 작품과 닮았다고 주장했다. 이들은 인디애나주 게리에 거주할 당시 잭슨 가족의 어린 시절 이웃이었다고 덧붙였다. 피고에는 잭슨과 라이오넬 리치, 퀸시 존스가 이름을 올렸다. 고소인들은 조지프 잭슨이 자신들로부터 데모 테이프를 받았다고 주장했다. 테이프에서 피고인들은 히트곡 3곡을 훔친 것으로 알려졌다. 레이노 존스는 또한 〈Billie Jean〉에 대해 잭슨을 고소할 것을 고려했다고 주장했다. 잭슨은 녹음된 증언을 통해 법정에 출두했다. 이 증언에 이어, 9명의 배심원들은 잭슨이 1994년 초 〈The Girl Is Mine〉의 작사가이자 작곡가로 밝혀냈다. 그들은 또한 피고들이 〈Thriller〉나 〈We Are the World〉를 표절하지 않았다고 판결했다.

## 인증
| 국가                       | 인증 | 판매량/출하량 |
| -------------------------- | ---- | ------------- |
| 미국 (RIAA)                | 골드 | 1,000,000^    |
| ^출하량을 기반으로 한 인증 |      |               |